# Жаклін Моллокана
Жаклін дель-Росіо Моллокана Елено (ісп. Jacqueline Del Roció Mollocana Eleno; нар. 29 січня 1994) — еквадорська борчиня вільного стилю, чемпіонка, дворазова срібна та дворазова бронзова призерка Панамериканських чемпіонатів, срібна призерка Панамериканських ігор, чемпіонка та срібна призерка чемпіонатів Південної Америки, бронзова призерка Південноамериканських ігор, чемпіонка та срібна призерка Боліваріанських ігор.

## Життєпис
Боротьбою почала займатися з 2008 року. Була чемпіонкою Панамериканських чемпіонатів серед кадетів та юніорів.
Тренер — Хорхе Гонсалес Акоста.

## Спортивні результати на міжнародних змаганнях

### Виступи на Чемпіонатах світу
| Змагання                        | Збірна  | Вагова категорія          | Місце |
| ------------------------------- | ------- | ------------------------- | ----- |
| Чемпіонат світу з боротьби 2023 | Еквадор | жіноча боротьба, до 50 кг | 14    |

### Виступи на Панамериканських чемпіонатах
| Змагання                                   | Збірна  | Вагова категорія          | Місце  |
| ------------------------------------------ | ------- | ------------------------- | ------ |
| Панамериканський чемпіонат з боротьби 2018 | Еквадор | жіноча боротьба, до 50 кг | 5      |
| Панамериканський чемпіонат з боротьби 2019 | Еквадор | жіноча боротьба, до 50 кг | 5      |
| Панамериканський чемпіонат з боротьби 2020 | Еквадор | жіноча боротьба, до 50 кг | Бронза |
| Панамериканський чемпіонат з боротьби 2021 | Еквадор | жіноча боротьба, до 50 кг | Срібло |
| Панамериканський чемпіонат з боротьби 2022 | Еквадор | жіноча боротьба, до 50 кг | Бронза |
| Панамериканський чемпіонат з боротьби 2023 | Еквадор | жіноча боротьба, до 50 кг | Срібло |
| Панамериканський чемпіонат з боротьби 2024 | Еквадор | жіноча боротьба, до 50 кг | Золото |

### Виступи на Панамериканських іграх
| Змагання                  | Збірна  | Вагова категорія          | Місце  |
| ------------------------- | ------- | ------------------------- | ------ |
| Панамериканські ігри 2019 | Еквадор | жіноча боротьба, до 50 кг | 5      |
| Панамериканські ігри 2023 | Еквадор | жіноча боротьба, до 50 кг | Срібло |

### Виступи на Чемпіонатах Південної Америки
| Змагання                                    | Збірна  | Вагова категорія          | Місце  |
| ------------------------------------------- | ------- | ------------------------- | ------ |
| Чемпіонат Південної Америки з боротьби 2013 | Еквадор | жіноча боротьба, до 51 кг | 4      |
| Чемпіонат Південної Америки з боротьби 2014 | Еквадор | жіноча боротьба, до 53 кг | Срібло |
| Чемпіонат Південної Америки з боротьби 2015 | Еквадор | жіноча боротьба, до 53 кг | Золото |

### Виступи на Південноамериканських іграх
| Змагання                       | Збірна  | Вагова категорія          | Місце  |
| ------------------------------ | ------- | ------------------------- | ------ |
| Південноамериканські ігри 2018 | Еквадор | жіноча боротьба, до 50 кг | Бронза |

### Виступи на Боліваріанських іграх
| Змагання                 | Збірна  | Вагова категорія          | Місце  |
| ------------------------ | ------- | ------------------------- | ------ |
| Боліваріанські ігри 2017 | Еквадор | жіноча боротьба, до 48 кг | Срібло |
| Боліваріанські ігри 2022 | Еквадор | жіноча боротьба, до 50 кг | Золото |

### Виступи на інших змаганнях
| Змагання                                                        | Збірна  | Вагова категорія          | Місце  |
| --------------------------------------------------------------- | ------- | ------------------------- | ------ |
| Кубок Бразилії з боротьби 2014                                  | Еквадор | жіноча боротьба, до 53 кг | 5      |
| Кубок Гранми з боротьби 2015                                    | Еквадор | жіноча боротьба, до 48 кг | Срібло |
| Турнір міста Сассарі з боротьби 2019                            | Еквадор | жіноча боротьба, до 50 кг | Бронза |
| Меморіал Маттео Пелліконе 2020                                  | Еквадор | жіноча боротьба, до 50 кг | 9      |
| Олімпійський кваліфікаційний турнір з боротьби 2020 (Оттава)    | Еквадор | жіноча боротьба, до 50 кг | 9      |
| Меморіал Маттео Пелліконе 2021                                  | Еквадор | жіноча боротьба, до 55 кг | Золото |
| Гран-прі Іспанії з боротьби 2023                                | Еквадор | жіноча боротьба, до 50 кг | Срібло |
| Меморіал Імре Поляка та Яноша Варги 2023                        | Еквадор | жіноча боротьба, до 50 кг | 10     |
| Відкритий чемпіонат Загреба з боротьби 2024                     | Еквадор | жіноча боротьба, до 50 кг | 14     |
| Олімпійський кваліфікаційний турнір з боротьби 2024 (Акапулько) | Еквадор | жіноча боротьба, до 50 кг | 6      |
| Олімпійський кваліфікаційний турнір з боротьби 2024 (Стамбул)   | Еквадор | жіноча боротьба, до 50 кг | 14     |

### Виступи на змаганнях молодших вікових груп
| Змагання                                                 | Збірна  | Вагова категорія          | Місце  |
| -------------------------------------------------------- | ------- | ------------------------- | ------ |
| Панамериканський чемпіонат з боротьби серед юніорів 2014 | Еквадор | жіноча боротьба, до 48 кг | Золото |
| Чемпіонат світу з боротьби серед юніорів 2014            | Еквадор | жіноча боротьба, до 48 кг | 9      |
| Панамериканський чемпіонат з боротьби серед кадетів 2010 | Еквадор | жіноча боротьба, до 46 кг | Золото |